# Enantigonodesmus
Enantigonodesmus är ett släkte av mångfotingar. Enantigonodesmus ingår i familjen fingerdubbelfotingar.
Kladogram enligt Catalogue of Life:
| Enantigonodesmus | \| \| Enantigonodesmus adisi \| \| \| \| \| \| Enantigonodesmus planus \| \| \| \| |
|                  | \| \| Enantigonodesmus adisi \| \| \| \| \| \| Enantigonodesmus planus \| \| \| \| |
|                  | Enantigonodesmus adisi                                                             |
|                  |                                                                                    |
|                  | Enantigonodesmus planus                                                            |
|                  |                                                                                    |